# Байгазы
Байгазы (каз. Байғазы) — село в Кербулакском районе Жетысуской области Казахстана. Входит в состав Алтынемельского сельского округа. Код КАТО — 194633200.

## Население
В 1999 году население села составляло 379 человек (190 мужчин и 189 женщин). По данным переписи 2009 года, в селе проживало 357 человек (179 мужчин и 178 женщин).